# Éloge des phénomènes
Éloge des phénomènes est un essai de l'écrivain et réalisateur français Bruno Deniel-Laurent, publié en 2014 et consacré aux questions liées à la trisomie 21 et à l'eugénisme.

## Contexte
Le livre a été publié le 21 mars 2014 à l'occasion de la troisième édition de la Journée mondiale de la trisomie 21 et lancé lors d'un colloque au Conseil économique, social et environnemental parrainé par Jean-Paul Delevoye. 

## Résumé
Éloge des phénomènes se veut un plaidoyer en faveur des enfants trisomiques et une critique de l’« eugénisme d’État » dont ils seraient, selon l’auteur, les victimes. Bruno Deniel-Laurent rappelle que 96 % des fœtus trisomiques détectés par amniocentèse sont ainsi l'objet d'une interruption médicale de grossesse. Il explique aussi que le fœtus trisomique fait l’objet d’une exception légale : alors que le délai en deçà duquel il est autorisé de procéder à un avortement est de douze semaines pour les fœtus « normaux », les fœtus porteurs d'un chromosome surnuméraire peuvent être avortés à tout moment de la grossesse. 
S'appuyant sur les travaux du philosophe Jean-Claude Guillebaud et inscrivant son essai dans les courants écologistes et critiques (inspirés par les œeuvres de Günther Anders, Ivan Illich ou Jacques Ellul), l'auteur dénonce les théories du transhumanisme et de l'« homme augmenté » qu'il assimile au « technolibéralisme ».
L'auteur dresse la généalogie des théories eugénistes en France, citant les écrits de la philosophe Clémence Royer ou du docteur Charles Richet, lauréat du Prix Nobel de physiologie ou médecine de 1913 (« Le premier pas dans la voie de la sélection, c’est l’élimination des anormaux. (…) C’est une barbarie que de forcer à vivre un sourd-muet, un idiot ou un rachitique… Il y a de la mauvaise matière vivante qui n’est digne d’aucun respect ni d’aucune compassion. Les supprimer résolument serait leur rendre service car ils ne pourront jamais que traîner une misérable existence. »). Bruno Deniel-Laurent décrit  la mise en place du programme Aktion T4, avançant l'idée que « l’appareillage théorique qui justifiait la politique d’eugénisme actif du Troisième Reich [était] puissamment ancré dans la pensée occidentale contemporaine ».
Bruno Deniel-Laurent insiste sur le sens mélioratif du terme « idiotie » (qu'il oppose à l'« outrecuidance des imbéciles »), rappelant son étymologie grecque : « Voltaire savait qu’avant d’être synonyme de bêtise, le mot idiotie désigne la singularité, et Clément Rosset d’ajouter que l’idiot est aussi celui qui n’a ni reflet, ni double, dont le mode d’accession au réel n’est pas pollué par les circonvolutions de l’intellect. L’idiot n’est-il pas celui qui maîtrise un idiome, langage idiosyncrasique dont le sens échappe au plus grand nombre ? »
Enfin, l'auteur défend les initiatives visant à mieux intégrer les enfants trisomiques au sein de la société, citant en exemple la résidence intergénérationnelle « L'îlot Bon Secours » d’Arras.

## Réception
Le livre a été l'objet de nombreuses recensions dans la presse et les médias : Direct Matin, Ouest-France, Valeurs actuelles, Famille chrétienne, Causeur, Tak Magazine, Monde & Vie. 
L'écrivain Sébastien Lapaque lui a consacré un article dans l'hebdomadaire La Vie, décrivant Éloge des phénomènes comme un « émouvant plaidoyer pour une humanité fragile, tragique et bigarrée », et l'essayiste Christian Authier a interrogé l'auteur dans L'Opinion indépendante. L'écrivain Sarah Vajda a aussi publié le 20 mars sur son blog un long texte sur le livre.